# La Fresnaie-Fayel

La Fresnaie-Fayel este o comună în departamentul Orne, Franța. În 1 ianuarie 2022 avea o populație de 51 de locuitori.